# Статут
Стату́т (лат. statutum, від лат. statuo — встановлюю, вирішую) — встановлений засновником (власником майна) організації обсяг правил, що регулюють її правовий стан, відносини, пов'язані з внутрішнім управлінням, стосунки з іншими організаціями чи громадянами.

## У приватному праві
Це установчий документ, на основі якого діє підприємство. Статут затверджується власником (власниками) майна, а для державних підприємств — власником майна за участю трудового колективу. У статуті підприємства визначаються:
- власник підприємства;
- найменування підприємства;
- місцезнаходження підприємства;
- предмет і цілі діяльності підприємства;
- органи управління підприємства і порядок їх формування;
- компетенція і повноваження трудового колективу підприємства та його виборних органів;
- орган, який має право представляти інтереси трудового колективу (рада трудового колективу, рада підприємства, профспілковий комітет та інше).
- порядок утворення майна підприємства;
- умови реорганізації та припинення діяльності підприємства.

## Організаційно-правові форми юридичних осіб, установчим документом яких є статут
Статут є установчим документом не всіх, а лише деяких організаційно-правових форм юридичних осіб:
- товариства з обмеженою відповідальністю[1][2];
- товариства з додатковою відповідальністю;
- акціонерного товариства[3];
- благодійного товариства[4];
- благодійного фонду;
- приватного підприємства[5];
- споживчого кооперативу[6];
- обслуговуючого кооперативу;
- виробничого кооперативу.;
- громадської організації[7];
- громадської спілки.

Для різних організаційно-правових форм  юридичних осіб спеціальним законодавством встановлено різні вимоги щодо змісту їх статутів. Наприклад, для товариств з обмеженою та додатковою відповідальністю такі вимоги встановлено Законом України "Про товариства з обмеженою та додатковою відповідальністю", що набрав чинності 17.06.2018 року. Складення статуту відповідно до нових вимог має певні особливості. Спеціальні вимоги до статуту благодійного фонду, благодійного товариства встановлені Законом України "Про благодійну діяльність та благодійні організації".

## У публічному праві
Еквівалентом статуту державного органу є Положення.
Для статуту збройних сил використовується термін військовий статут.